# 卡拉蘇 (土耳其)

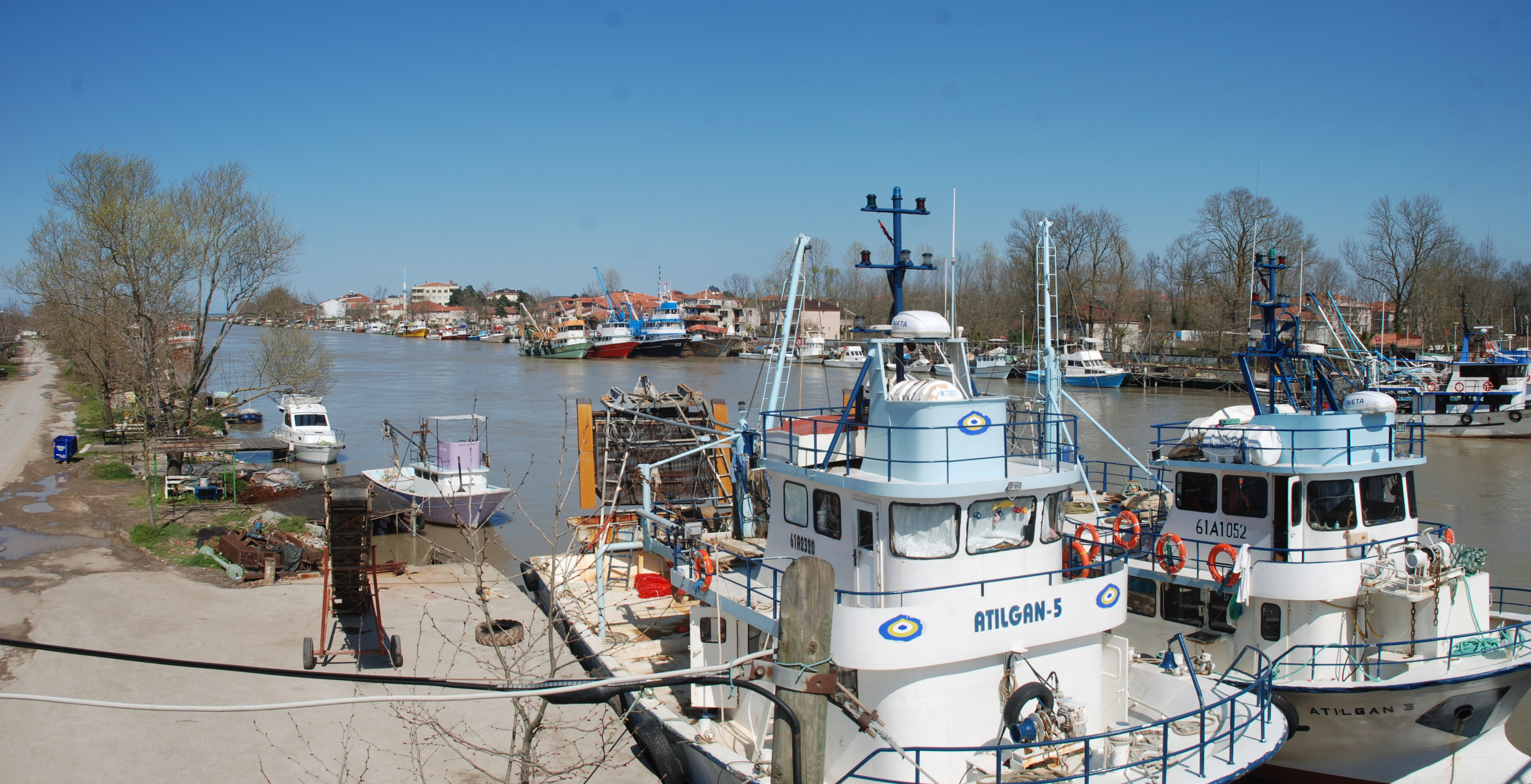
經由卡拉蘇注入黑海的萨卡里亚河

卡拉蘇是土耳其的城鎮，由薩卡里亞省負責管轄，位於該國西北部黑海沿岸，面積457平方公里，海拔高度31米，主要經濟活動有農業和旅遊業，2000年人口54,630。